# St. Nicolai (Wiedensahl)

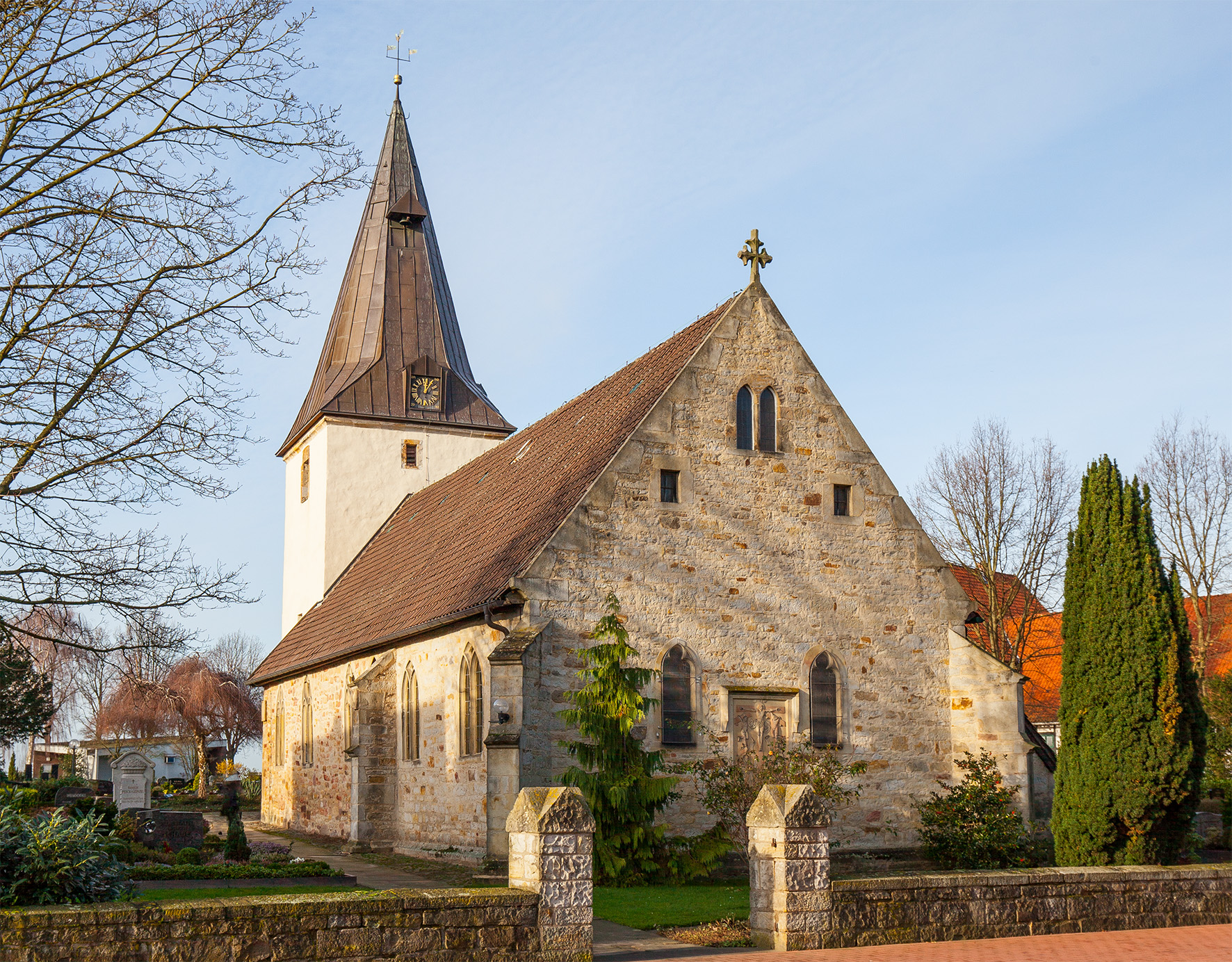
St. Nicolai Wiedensahl (2015)

St. Nicolai ist ein evangelisch-lutherisches Kirchengebäude in Wiedensahl, einem Flecken im Landkreis Schaumburg in Niedersachsen.

## Geschichte
Schon um 1000 n. Chr. stand am See (heute: Wiedensahler Sahl) eine Kapelle des Edelhofs der Herren von See. Diese wurde 1275 um das Kirchenschiff und den Turm erweitert. Als Baumaterial dienten Feldsteine und grob behauener Sandstein. 1516 wurde nach dem Abbruch der alten Kapelle der Chorraum mit der Beichtkammer (die heutige Sakristei) dem Kirchenschiff angefügt.

## Ausstattung

### Altar
Der Altar stammt aus dem Jahre 1699. Das Altarbild, von bekränzten Säulen mit Ähren und Weintrauben eingefasst, zeigt die Abendmahlsszene mit vorhergegangener Fußwaschung.

### Kanzel und Taufbecken
Die Kanzel, welche durch die vier Evangelisten verziert ist, wurde im Jahre 1675 geschnitzt. Das Taufbecken ist drei Jahre älter. Beide wurden vom selben Meister gefertigt.

### Orgel
Zwischen 1878 und 1974 befanden sich insgesamt fünf verschiedene Orgeln in der Kirche. Das heutige Instrument wurde von der Orgelbaufirma P. Ott (Göttingen) erbaut; alte Teile sowie das Gehäuse von Johann Berenhard Klausing aus dem Jahr 1717 wurden dabei übernommen. Es besitzt 20 Register auf zwei Manualen und Pedal.

### Glocken
Das Geläut der Kirche besteht aus zwei Glocken. Diese stammen noch aus der Renaissance sowie dem Barock. Sie wurden 2007 bei der Fa. Lachenmeyer (Nördlingen) restauriert. Dabei bekamen die Glocken neue Holzjoche. Bei einer wurde zudem ein fehlender Kronenhenkel ersetzt.
| Nr. | Gussjahr | Gießer, Gussort    | Durchmesser (mm) | Masse (kg) | Schlagton |
| --- | -------- | ------------------ | ---------------- | ---------- | --------- |
| 1   | 1693     | N. Greve, Hannover | 988              | ca. 540    | gis1      |
| 2   | 1521     | unbezeichnet       | 867              | ca. 380    | a1        |